# Ванилманделична киселина
Ванилманделична киселина је метаболит из катехоламина. Познатија је под скраћеницом VMA.
VMA се проналази у урину, као и остали катехоламински метаболити, укључујући и HVA.